# Fleckentaube (Amerikanische Feldtaube)
Die Fleckentaube (Patagioenas maculosa, Syn.: Columba maculosa), gelegentlich auch Maskentaube oder Streifentaube genannt, ist eine Art innerhalb der Gattung der Amerikanischen Feldtauben. Es ist eine große, kräftig gebaute und im Verhältnis zur Körpergröße kurzschwänzige Taube mit perlenförmigen Tropfen auf den Flügeldecken, die in Südamerikas vorkommt. Es werden zwei Unterarten unterschieden.
Die Bestandssituation wurde 2016 in der Roten Liste gefährdeter Arten der IUCN als „Least Concern (LC)“ = „nicht gefährdet“ eingestuft. Sie ist in großen Teilen ihres Verbreitungsgebietes häufig und wird teilweise als landwirtschaftlicher Schädling eingestuft.

## Merkmale
Fleckentauben erreichen eine Körperlänge von 35 Zentimeter und entspricht damit knapp der Größe einer Hohltaube. Der Geschlechtsdimorphismus ist kaum ausgeprägt. Das Gewicht beträgt zwischen 308 und 345 Gramm.
Die Männchen der Nominatform Patagioneas maculosa maculosa  haben einen dunkelgrauen Scheitel und Nacken mit einem dunkelvioletten Glanz. Der Mantel und die Flügeldecken sind dunkelbraun, die Federn der Flügeldecken weisen dabei am Ende einen dreieckigen weißlichen Fleck auf. Die Handschwingen sind dunkelgrau und schmal weiß gesäumt. Die Armschwingen sind gleichfalls schwarzgrau mit einem schmalen grauen Saum. Der Rücken und der Bürzel sowie die Oberschwanzdecken sind blaugrau. Die Oberschwanzdecken sind lang und die Schwanzfedern ragen nur wenige Zentimeter über die Oberschwanzdecken hinaus. Sie sind dunkelgrau mit einer schwarzen Endbinde.
Kinn und Kehle sind grauweiß und gehen in ein grauviolett auf Brust und Bauch über. In Richtung der Unterschwanzdecken geht das Gefieder in ein dunkles bis bläuliches Grau über. Der Schnabel ist kurz und dünn und von dunkelgrauer bis schwarzer Farbe, die Wachshaut am Schnabelansatz ist puderweiß. Die Beine und Füße sind dunkelrot. Die Iris ist weißgrau.
Weibchen sind ähnlich gefärbt wie die Männchen, jedoch insgesamt etwas grauer. Jungvögel gleichen den Weibchen, bei ihnen sind die Flecken auf den Flügeldecken jedoch noch verwaschener.
Die Unterart Patagioneas maculosa allipennis ist auf den Flügeldecken weniger stark als die Nominatform gefleckt. Bei ihr sind jedoch die Säume an den äußeren Flügelfedern breiter. Sie bildenden am Flügelrand einen weißen Streif.
Die Rufe der Fleckentaube ist ein dunkles, raues Gurren.

## Verwechselungsmöglichkeiten

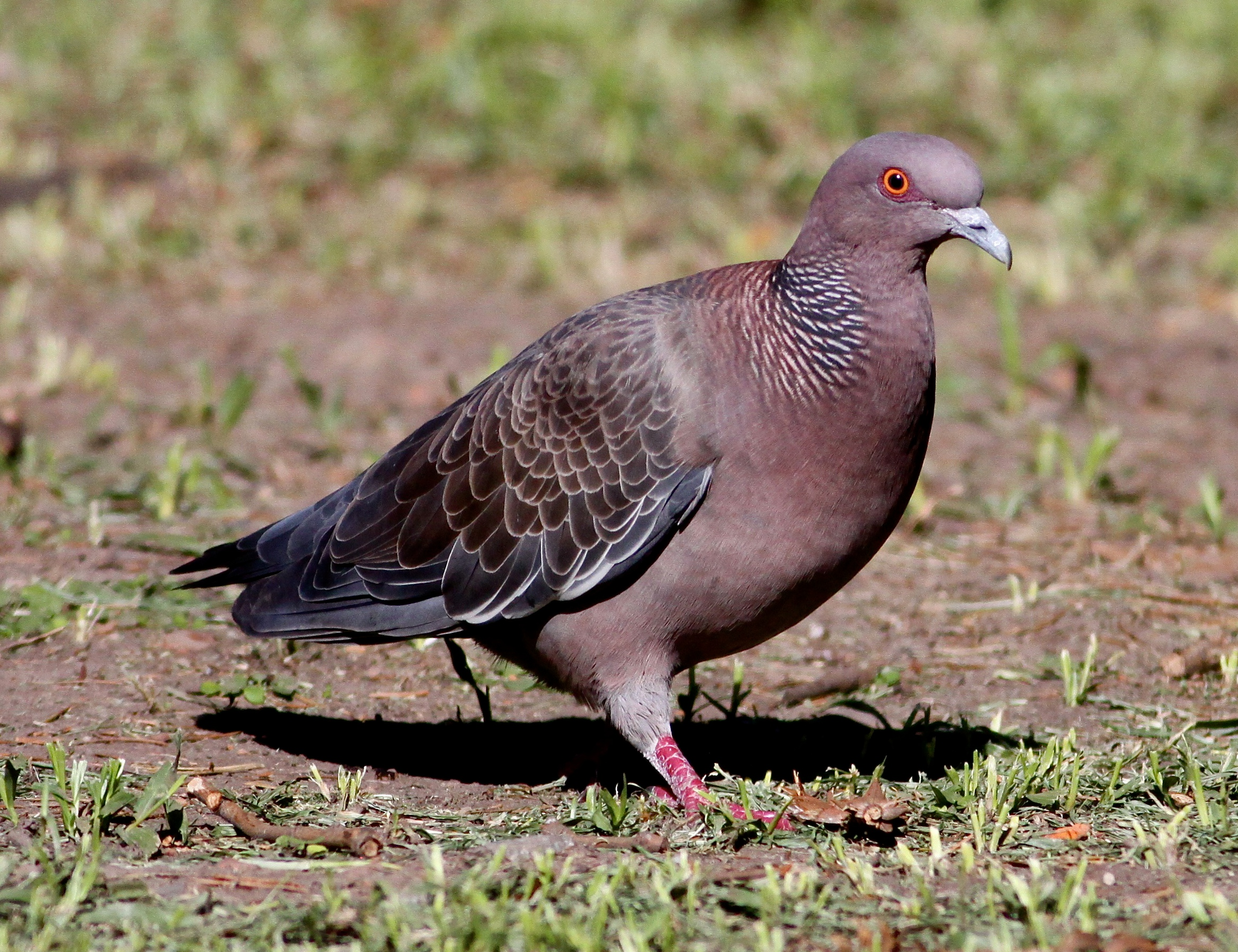
Die Picazurotaube ist eine der Arten, mit denen die Fleckentaube verwechselt werden kann. Ihr fehlt jedoch das Fleckenmuster auf den Flügeldecken.

Verwechselungsmöglichkeiten bestehen mit einer Reihe von Taubenarten, mit deren Verbreitungsgebiet sich das der Fleckentaube überlappt. Ähnlichkeit bestehen mit der verwilderten Haustaube, die im gesamten Verbreitungsgebiet der Fleckentaube vorkommt. Das Verbreitungsgebiet der Fleckentaube überlappt sich außerdem mit einer Unterart der Schuppenhalstaube und der Nominatform der Picazurotaube, die beide zur gleichen Gattung gehören.
Der Schuppenhalstaube fehlen die Abzeichen auf den Flügeldecken, sie hat außerdem einen längeren Schwanz, einen gelben Schnabel und am Hinternacken dunkel irisierende Abzeichen. Die Picazurotaube ähnelt der Fleckentaube sowohl in der Gestalt als auch im Flugbild. Die Körperunterseite der Picazurotaube ist jedoch rotviolett und sie hat an den Halsseiten schuppenartige Abzeichen.

## Verbreitung und Lebensraum
Das Verbreitungsgebiet der Fleckentaube ist disjunkt. Sie kommt in Peru und Bolivien in offenen Waldgebieten und auf landwirtschaftlichen Flächen in Höhenlagen zwischen 2000 und 4200 Höhenmetern vor. Sie ist in dieser Region auch in besiedelten Gebieten anzutreffen und gehört zum Stadtbild in Cusco und den Städten der bolivianischen Altiplano. Auf der Ostseite der Andenkette ist sie in Vorgebirgen bis in Höhenlagen von 1000 Metern anzutreffen. Ihr Verbreitungsgebiet umfasst hier Paraguay, Argentinien bis zum Südwesten Brasiliens.
Die Fleckentaube besiedelt aride bis semiaride Gebiete. Sie ist auf Nistbäume angewiesen und profitiert von der Anlage von Eukalyptusbaum-Plantagen und anderen Aufforstungen. Ihr Bestand hat deswegen in Teilen ihres Verbreitungsgebietes stark zugenommen. Sie gilt teilweise als landwirtschaftlicher Schädling, weil sie Schäden auf landwirtschaftlichen Flächen anrichtet. Sie ist in den Tiefebenen Argentiniens beispielsweise dafür bekannt, auf mit Sonnenblumen bebauten Feldern größere Schäden anzurichten.

## Lebensweise
Fleckentauben kommen normalerweise in kleinen Trupps vor. Außerhalb der Brutperiode bilden sich jedoch auch sehr große Schwärme, die gelegentlich auch mit der Picazurotaube vergesellschaftet sind. Die Fleckentaube sucht ihre Nahrung überwiegend auf dem Boden, wo sie Sämereien und Getreide aufnimmt. Sie frisst außerdem auch Schösslinge und frische Blätter sowie auf den Boden herabgefallene Früchte. Sie wurde bis jetzt aber nicht dabei beobachtet, dass sie auf Bäumen Früchte frisst.
Die Fortpflanzungszeit variiert mit dem Verbreitungsgebiet. In Rio Grande do Sul, dem südlichsten Bundesstaat Brasiliens, brütet sie im Oktober. In Argentinien dagegen brütet sie ganzjährig. In den Andenregionen schreitet sie dagegen von Oktober bis zum Einsetzen der Regenzeit. Sie nistet in Bäumen. Das Nest ist eine lose Plattform. Das Gelege besteht aus zwei Eiern.

## Haltung
Die Fleckentaube wurde 1870 erstmals durch den Londoner Zoo nach Europa importiert und noch im gleichen Jahr erfolgreich nachgezüchtet. Ein im Berliner Zoo gehaltenes Exemplar dieser Art erreichte ein Lebensalter von 25 Jahren.

## Einzelbelege
1. 1 2 3 4 5   Gibbs, Barnes und Cox: Pigeons and Doves, S. 220.
2. ↑  
Patagioenas maculosa in der Roten Liste gefährdeter Arten der IUCN 2016. Eingestellt von: BirdLife International, 2016. Abgerufen am 10. Oktober 2017.
3. 1 2   Gibbs, Barnes und Cox: Pigeons and Doves, S. 219.
4. ↑   Stimme der Weintaube auf Xeno Canto, aufgerufen am 25. September 2016
5. ↑   Rösler: Die Wildtauben der Erde – Freileben, Haltung und Zucht. S. 102